# Vernehmung der Zeugen
Vernehmung der Zeugen ist ein deutscher Kriminalfilm der DEFA von Gunther Scholz aus dem Jahr 1987. Der Film basiert auf der Erzählung Die Vernehmung der Zeugen der Magdeburger Schriftstellerin Inge Meyer. Diese wiederum griff einen Schülermord aus dem Jahre 1974 im Dorf Parey an der Elbe auf.

## Handlung
Der Jugendliche Maximilian ersticht den gleichaltrigen Klassenkameraden Rainer. Maximilians Mutter muss als Ärztin den Tod Rainers feststellen und erkennt zudem an der Tatwaffe, dass ihr Sohn der Mörder ist. Maximilian wird festgenommen. Die Zeugenaussagen decken die Hintergründe der Tat auf.
Maximilian ist seit seiner Schulzeit bei seiner Großmutter in Berlin aufgewachsen. Nun, kurz vor seinem 18. Lebensjahr, holt seine Mutter Beate ihn zurück in ihre Familie. Maximilian muss Abschied nehmen von seinen Freunden und von seinem großen Hobby, dem Segeln. Er muss von Berlin in ein kleines Dorf ziehen, in dem seine Mutter als Ärztin tätig ist. Zusätzlich belastend ist das neue Verhältnis der Mutter zu Gunnar Strach, den sie zudem bald heiraten will. Gunnar und Maximilian kommen nicht miteinander aus.
Auch in der Schule hat der gute Schüler Maximilian Probleme. Es entwickelt sich ein ständiges Kräftemessen mit dem Anführer der Klasse Rainer. Beide Jungen verlieben sich in ihre Mitschülerin Viola, die vor Maximilians Erscheinen Rainers Freundin war, nun jedoch zwischen beiden Jungen steht. Es entwickelt sich eine Freundschaft zwischen allen dreien, und Maximilian nimmt beide mit nach Berlin zum Segeln. Als Maximilian Viola einen Hund schenkt, den er zuvor von seiner Mutter und Gunnar bekommen hat, wird Rainer misstrauisch. Bei einem Lagerfeuer mit anderen Schulkameraden singt Maximilian zur Gitarre unter anderem Liebeslieder. Als Viola ihn auffordert, weiterzusingen, zerrt Rainer sie in ein nahe gelegenes Waldstück. Maximilian rennt ihnen nach, sieht sie jedoch wenig später beim Liebesspiel.
Viola und Rainer sind nun ein Paar, zumal Viola von Rainer schwanger ist. Viola gibt Maximilian seinen Hund zurück. Die Schulkameraden stellen ihn vor der gesamten Klasse bloß, das Kräftemessen zwischen ihm und Rainer wird zu einem Kräftemessen zwischen Maximilian und Rainers Freunden, dem Maximilian nicht gewachsen ist. Beate und Gunnar, die selbst immer häufiger Streit haben, sind Maximilian keine Hilfe und auch die Großmutter kann keinen Rat geben. Als der Hund erneut zu Viola ausgerissen ist, setzt Rainer Maximilian eine Frist, um das Tier abzuholen. Maximilian lässt die Frist verstreichen und Rainer tötet das Tier und legt es vor Maximilians Haus ab. Rasend vor Wut rennt Maximilian Rainer hinterher und ersticht ihn, als er ihn mit einem provokanten Spruch empfängt.
Rainer wird beerdigt. Beate weiß, dass Maximilian nie wieder einen Fuß in das Dorf setzen kann. Sie selbst wird immer als die Ärztin gelten, deren Sohn ein Mörder ist. Gunnar hat einen Nervenzusammenbruch erlitten und es ist unklar, ob er zu Beate zurückkehren wird. Maximilian drohen wegen Totschlags mehrere Jahre Gefängnis. Er stellt fest, dass sich doch eigentlich alle nur auf die Schulferien gefreut hätten.

## Produktion
Vernehmung der Zeugen beruht auf der gleichnamigen Erzählung von Inge Meyer, die wiederum auf authentische Ereignisse zurückgreift. Die Uraufführung fand am 26. März 1987 im Berliner Kino International statt. Am nächsten Tag lief der Film in den Kinos der DDR an.
Es war das Spielfilmdebüt von René Steinke, der zum Zeitpunkt der Dreharbeiten gerade eine Ausbildung zum Nachrichtentechniker absolvierte.
Die Szenen in dörflicher Umgebung wurden in Stücken gedreht.

## Kritik
Die zeitgenössische Kritik befand, dass „das hölzerne, theatralische Agieren der Darsteller […] Symptom genug für die formalen Unsicherheiten bei der Inszenierung dieser authentischen Story“ sei. Der Film sei weder ein „dokumentar und sozial erzählter Kriminalfilm“ noch ein Psychodrama.
Für das Lexikon des internationalen Films war Vernehmung der Zeugen ein „einem authentischen Kriminalfall nachgezeichneter, anspruchsvoller Kriminalfilm, der zur Auseinandersetzung zwingt, wobei die Härte des Geschehens durch einige romantisierende Szenen und eine zu glatte Besatzung gemildert wird.“

## Auszeichnungen
Vernehmung der Zeugen lief 1987 im Wettbewerb um den Goldenen Preis des Internationalen Filmfestivals Moskau, konnte sich jedoch nicht gegen Fellinis Intervista von Federico Fellini durchsetzen. Im Jahr 1990 lief der Film auf der Internationalen Filmwoche Verona.